# Karl August Zeller
Karl August Zeller (* 21. Juli 1898 in Stuttgart; † 27. Juli 1974 ebenda) war ein deutscher Verwaltungsjurist und Landrat.

## Leben
Als Sohn eines Oberfinanzrates geboren, ging Zeller auf das Karls-Gymnasium Stuttgart. Am Ersten Weltkrieg war er bei der Militärpolizeizentrale eingesetzt, da er nicht für den Feldeinsatz gemustert wurde. 1916 wurde er Mitglied der Burschenschaft Germania Tübingen. In Tübingen studierte er von 1918 bis 1921 Rechtswissenschaften und wurde nach dem ersten Examen 1921 Gerichtsreferendar, nach dem zweiten Gerichtsassessor. In Tübingen wurde er 1923 zum Dr. iur. promoviert.
Er trat in die württembergische Innenverwaltung ein und wurde 1926 als Regierungsassessor in Vaihingen zum Amtmann im Oberamt Laupheim ernannt. 1928 wurde er Regierungsrat im Oberamt Freudenstadt, 1929 Amtsverweser im Oberamt Neresheim. 1933 wechselte er in die Ministerialverwaltung für Bezirks- und Körperschaftsverwaltung und wurde dann Amtsverweser im Oberamt Herrenberg und Kirchheim. Im November 1933 wurde er zum Landrat im Oberamt Herrenberg ernannt. 1937 wurde er kommissarischer, dann normaler Landrat im Oberamt Leutkirch. 1938 ging er zur Landesversicherungsanstalt (LVA) Württemberg, wo er zum Oberregierungsrat befördert wurde. Zeller diente im Zweiten Weltkrieg als Soldat und geriet in französische Kriegsgefangenschaft, aus der er 1946 entlassen wurde. Als Beamter wurde er 1945 entlassen.
Nachdem er bis 1948 mit privaten archivalisch-genealogischen Forschungen beschäftigt war, ging er als Angestellter ans Versorgungsamt Ravensburg. 1949 war er beim Landesamt für Soforthilfe im Innenministerium Württemberg-Hohenzollern tätig, wo er 1951 wieder zum Regierungsrat und 1952 zum Oberregierungsrat ernannt wurde. Schließlich wurde er als Regierungsdirektor Leiter des Personalreferats bei der Präsidialstelle des Regierungspräsidiums Tübingen. Dort ging er 1963 in den Ruhestand.

## Veröffentlichungen
- Die Rechtsstellung Dritter bei Nichtigkeit und Anfechtbarkeit der Ehe. Dissertation Universität Tübingen 1923.